# Айзкалне
А́йзкалне (латыш. Aizkalne) — населённый пункт в Прейльском крае Латвии. Административный центр Айзкалнской волости. Расстояние до города Прейли составляет около 13 км.
По данным на 2018 год, в населённом пункте проживало 138 человек. Есть волостная администрация, народный дом, библиотека, почтовое отделение, мемориальный музей Райниса, католическая и православная церковь.

## История
Ранее село являлось центром поместья Ясмуйжа. Это поместье с 1883 по 1891 год арендовал Кришьянис Плиекшанс, отец поэта Райниса. Здесь молодой Райнис проводил летние каникулы.
В советское время населённый пункт был центром Айзкалнского сельсовета Прейльского района. В селе располагалась центральная усадьба колхоза им. Я. Райниса.